# Miliardy białych płatków
Miliardy białych płatków – powieść Czesława Białczyńskiego, zaliczana do nurtu fantastyki socjologicznej. Autor ukończył pracę nad tekstem w 1979 roku, jednak pierwsza publikacja miała miejsce dopiero w 1983 roku. 

## Opis fabuły
Akcja powieści rozgrywa się gdzieś w kosmosie, w kraju o nazwie Ultramar. Jest to państwo położone pomiędzy dwoma wielkimi mocarstwami, które naprzemiennie włączają je do swojej strefy wpływów. Cała planeta charakteryzuje się niezwykle ostrymi zimami. Mieszkańcy Ultramaru spędzają je we śnie, na który zbierają się w specjalnie przygotowanych przez państwo schronach. Społeczeństwo Ultramaru jest bardzo głęboko kastowe. Dzieci odbierane są rodzicom tuż po urodzeniu i trafiają do państwowych ośrodków wychowawczych. Gdy osiągają dorosłość, są przydzielane do jednej z kast, co do zasady na podstawie swojego potencjału intelektualnego. Awans pomiędzy kastami jest możliwy, ale tylko dla osób zasłużonych dla państwa. Władzę sprawuje najwyższa kasta Wszechwiedzących, z której wywodzi się prezydent i inni najważniejsi urzędnicy. 
Głównym bohaterem jest Mask, młody biolog należący do jednej ze średnich kast. Przypadkiem dokonuje on odkrycia, do którego dążą wszystkie rządy na planecie – syntetyzuje środek, po którego zażyciu traci się biologiczny przymus zimowego snu i można pozostać aktywnym, gdy reszta mieszkańców śpi. Wyniki jego prac bardzo szybko ściągają na niego zainteresowanie niemal wszystkich możliwych sił politycznych – władz i opozycji z Ultramaru, ale też obcych mocarstw. 

## Wydania
Książka ukazała się po raz pierwszy w 1983 roku nakładem Krajowej Agencji Wydawniczej w serii Fantazja–Przygoda–Rozrywka. W 2013 została wznowiona przez wydawnictwo Solaris. Ukazał się również audiobook, czytany przez Ireneusza Machnickiego. 

## Odbiór
Powieść doczekała się recenzji w Fantastyce. Andrzej Krzepkowski nazwał ją lekturą "lekką, łatwą i przyjemną", dostrzegając klasyczną narrację, żywą akcję i spójność wykreowanego świata.